# ماروجیو
ماروجیو (به ایتالیایی: Maruggio) یک کومونه در ایتالیا است که در استان تارانتو واقع شده‌است.

## خصوصیات
ماروجیو ۴۸ کیلومترمربع مساحت و ۵٬۴۲۶ نفر جمعیت دارد و ۲۶ متر بالاتر از سطح دریا واقع شده‌است.

## نگارخانه

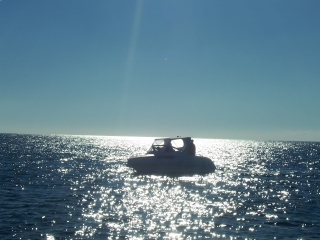
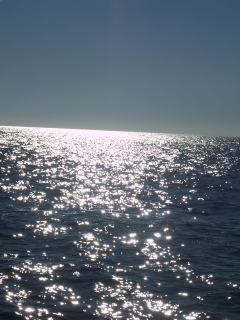
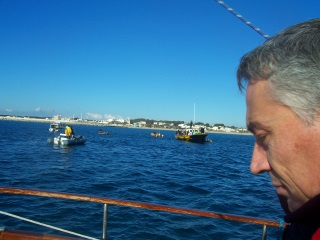